# Panonski glog
Panonski glog (znanstveno ime Crataegus nigra) je listopadno drevo, ki je samoniklo v Evropi.

## Opis
Panonski glog zraste do 6 metrov visoko in za razliko od ostalih vrst gloga uspeva tudi na poplavnih ravnicah. Veje so poraščene s trni, ki dosežejo dolžino do 1 cm. Listi so trikotne ali ovalne oblike, dolgi med 5 in 10 cm in pernato deljeni na 7 do 11 ostro nazobčanih delov. Cvetovi so beli, kasneje pa rožnati. V premeru dosežejo do 15 mm, zbrani pa so v socvetja. Panonski glog cveti maja in junija, plodovi so temno vijolične ali črne jagode.

## Razširjenost in uporabnost
Drevo je razširjeno po Češki, Slovaški, Madžarski, Sloveniji, Hrvaški, Srbiji, Črni gori in Albaniji. Sadež, ki je dolg okoli 10 mm je užiten tudi surov.